# Национальный центр биатлона
Национальный центр биатлона (кит. 国家冬季两项中心) — Спортивный объект, расположенный в долине на северо-востоке от деревни Тайцзичэн, района городского подчинения Чунли города Чжанцзякоу провинции Хэбэй. Центр построен для соревнований зимней Олимпиады и зимней паралимпиады 2022 года по биатлону.

## Описание
Национальный биатлонный центр состоит из двух частей: трассы и технического здания. Трасса разделена на три части: соревновательную трассу в центре, тренировочную трассу на востоке и соревнования Паралимпийских игр. Её протяжённость 8,7 км, проложена по естественному рельефу горы. 
Техническое здание объекта имеет 4 этажа. над землей, с площадью застройки 5200 квадратных метров, и его основными функциями являются помещения для управления мероприятиями и технические помещения; с восточной и западной стороны есть подземные соединительные коридоры, которые пересекают стартовую зону трассы, соединяя технический корпус, склад оборудования и тир.
Трассы Национального биатлонного центра в основном расположены в долинах восток-запад, скользят туда-сюда между склонами северной и южной сторон. Техническое здание и трибуны расположены в низине на западной стороне долины. Когда зрители смотрят на восток, они могут видеть, как спортсмены курсируют между долинами. Руины древней Великой стены извиваются в далеких горах, что несомненно добавляет визуальный эффекта от просмотра соревнований.

## Строительство
9 марта 2017 года было объявлено, что в рамках подготовки к зимним Олимпийским играм 2022 года, в мае года начинается строительство трёх спортивных центров: Национального центра биатлона, площадка для прыжков с трамплина Nordic Center и площадка для беговых лыж..
В процессе планирования и строительства объекта Национальный биатлонный центр полностью воплощает концепцию экологичности и устойчивости и решался вопрос использования объекта после соревнований: всесезонное использование трассы и преобразование функции технического здания.
При проектировании трассы с учетом потребностей стадиона в качестве тренировочной базы летом, 4-километровая трасса в основном круге спроектирована как асфальтовое покрытие, которое может быть преобразовано в трассу для катания на роликовых коньках для соревнований и летние тренировки. Остальная часть трассы покрыта гравием, который после биатлона можно превратить в маршруты для катания на горных велосипедах или пеших прогулок.
Запланировано, что Национальный биатлонный центр будет создавать программы тренировок, подходящие для начинающих лыжников, такие как стрельбы из лазерного оружия, подходящие для детей и юношеских развлечений, а летом он будет превращен в центр активного отдыха с дополнительными проектами, такими как катание на горных велосипедах и расширенная тренировочная база у подножия Великой китайской стены.

## Спортивные мероприятия
Биатлон (смешанная эстафета) на зимних Олимпийских играх 2022 года